# Драговиштица (река)
Драговиштица (Драговштица, Божичка; серб. Драговиштица, болг. Драговищица) — река в Сербии и Болгарии, правый приток Струмы (бассейн Эгейского моря).

## Описание
Образуется от слияния реки Божицка с рекой Лисина. Длина от места слияния до устья 44 км. По другим данным длину реки рассчитывают от истока Божицка, вытекающей из Васинского озера, и тогда её длина составляет около 70 км. Площадь водосбора составляет 867 км². Величина среднегодового стока варьирует от 3,22 м³/с (1983 год) до 19,9 м³/с (1937 год).
Называние реке дано по одноимённому селу и известно с 1576 года. Народная этимология объясняет название реки тем, что река течет где ей нравится (болг. драг — «милый», «дорогой»), так как она часто меняет направление течения.
В бассейне реки в окрестностях сел Долно-Уйно, Горановцы и Драговиштица обнаружены остатки городищ и крепостей античного и средневекового периодов.
Обычными видами рыбами являются голавль, форель и усач.
Крупнейшие притоки: Сушица (левый), Бранковачка (правый), Ломницка (правый), Уйненштица (левый).
Не судоходна.